# Kingston (Nova Iorque)
Kingston é uma cidade localizada no Estado americano de Nova Iorque, no Condado de Ulster. A sua área é de 7,49 milha quadradas (19,4 km2) e sua população é de 24 069 habitantes, (segundo o Censo dos Estados Unidos de 2020). A cidade foi fundada em século XVII.